# Готика (фильм, 2003)
«Го́тика» (англ. Gothika) — американский триллер 2003 года режиссёра Матьё Кассовица. Главную роль в фильме исполнила Хэлли Берри. Актриса сыграла женщину-психиатра Миранду Грей, которая однажды оказалась пациенткой больницы для невменяемых преступников, где она прежде работала.
Премьера фильма состоялась 13 ноября 2003 года в США, но в ограниченном прокате. В широкий прокат картина вышла 21 ноября. На производство картины было затрачено 40 миллионов долларов, а общемировые сборы составили более 141 миллиона долларов. На DVD фильм был выпущен 23 марта 2004 года. Фильм был крайне негативно встречен зрителями и профессиональной критикой.

## Сюжет
Доктор Миранда Грей вместе со своим мужем Дугласом работает в тюремной психиатрической больнице для женщин-преступниц, признанных невменяемыми. Пациентка Клои утверждает, что в больнице она подвергается сексуальному насилию, но Миранда не верит ей, считая, что это фантазия на почве ранее перенесённого насилия (Клои насиловал отчим, в итоге она убила его). Тем же вечером по дороге домой Миранда едва не сбивает стоящую на шоссе девушку. Миранда бросается к девушке, но та неожиданно начинает гореть и прикасается к лицу доктора Грей. В следующий момент главная героиня обнаруживает себя в камере больницы: оказывается, прошло уже несколько дней. Бывший коллега и друг, а теперь её лечащий врач, доктор Пит Грэм рассказывает, что в вечер аварии она, вернувшись домой, убила Дугласа. Её признали невменяемой. Никто не верит в историю о девушке, встреченной на дороге. Никакие умозаключения Миранды не воспринимаются всерьёз — все считают её опасной сумасшедшей.
Между тем вокруг Миранды творятся странные события: к ней является призрак девушки, которую она едва не сбила на шоссе. Случайно Миранда узнаёт, что увиденная ею девушка — дочь директора клиники Парсонса, Рэйчел, некоторое время назад покончившая жизнь самоубийством. 
Когда заключённые моются в душе, Миранда видит Рейчел, пугается и пытается спрятаться от неё, затем происходит нападение, но не совсем понятно, кто именно напал на Миранду - Рейчел, Клои или сама Миранда. Нападавший сделал 32 разреза скальпелем на руке доктора Грей, сложив из порезов слова "Not Alone" (Не один, Не в одиночку, Не одинок). Руководство клиники думает, что это сделала Клои и поэтому сажают её в одиночную камеру в наказание.
Когда призрак появляется в следующий раз, Миранда обращается к нему по имени, с просьбой доказать своё существование путем открытия двери камеры и через пару секунд дверь открывается. Миранда хочет бежать, но её преследует желание разобраться в ситуации и Рейчел явно хочет ей что-то сказать. На камерах видеонаблюдения доктор Грей видит Рейчел, стоящую в коридоре, на этаже одиночных камер и бежит туда. Когда она проходит мимо одной из дверей, с другой стороны стекла в двери камеры ударяется Клои, у неё разбита бровь. Через секунду она отдаляется от стекла и тут появляется обнаженная мужская грудь, на которой видна татуировка, изображающая охваченную огнём женщину (Anima Sola). Миранда бежит и зовёт на помощь, её ловят, но рассказу о насильнике опять никто не верит.
Следующей ночью в камере Миранды снова появляется призрак Рейчел и начинает её избивать, ударяя о стены камеры. Когда прибегает медсестра и охрана, Миранда, воспользовавшись моментом, бежит, прихватив ключи медсестры. Дежурный охранник выпускает её из больницы и отдаёт ключи от своей машины.
Призрак, появившийся в машине, приводит её к дому Миранды, где та вспоминает события вечера, когда был убит Дуглас. Миранда осознаёт, что мужа её руками убил вселившийся в неё призрак Рэйчел Парсонс, но она пока не понимает, почему. Она рассматривает фотографии и на одной из них видит ранчо, на котором Даг(Дуглас) постоянно пропадал занимаясь ремонтом. В надежде найти хоть какую-то информацию, Миранда отправляется туда и в одной из комнат, на полу, видит дверь, закрывающую вход в подвальное помещение. Героиня спускается туда и видит кровать с кандалами и засохшей кровью, шприцы и медицинские препараты, а также видеокамеру. На оставшейся в камере кассете Миранда просматривает запись и видит ужасающую сцену: её муж насилует и убивает девушку на этой же кровати. В ужасе она слышит, как кто-то ходит сверху по дому, но это оказывается полиция, которая преследовала сбежавшую пациентку. В тот момент, когда полицейский находит доктора Грей, обнаруживается ещё одна живая девушка, пропавшая несколько дней назад, которая была очередной жертвой Дага.  
Миранду увозят в участок. Её адвокат и лечащий врач настаивают, что теперь всё поменялось и её нужно отпустить, однако шериф оставляет девушку в участке, поскольку убийство Дага ещё не раскрыто. Сидя в камере в полиции Миранда понимает, что "Not Alone" обозначало не то, что жертва была не одна, а то, что убийц и насильников было двое и это именно второго убийцу доктор Грей видела у Клои в камере с татуировкой на груди. Она вызывает шерифа, чтобы поделиться с ним догадками.  
Когда приходит шериф, являющийся давним и самым близким другом Дугласа, Миранда говорит ему о своих подозрениях и мельком бросает, что сказала о татуировке своему врачу. Это вызывает бурную реакцию у полицейского. Он просит Миранду как врача-психиатра составить психологический портрет второго убийцы. Слово за словом доктор Грей описывает что творится в голове у убийцы и предположения о его детстве, наклонностях и пристрастиях, а в конце беседы заявляет что второй убийца, зная, что Миранда опасный свидетель и намереваясь её убить, сначала пришел бы к ней поговорить и узнать, что именно ей известно... Она бросается к выходу, но шериф перехватывает попытку и прижимает девушку к стене. Он уже не скрывает, что это он второй насильник и убийца, а Миранда видит татуировку Анима Соло на его груди. Ей чудом удается выскочить из камеры и она прячется под столом в тот момент когда шериф идёт с дробовиком по участку и стреляет в те места, в которых, на его взгляд, она может прятаться. Одновременно он рассказывает Миранде, как Даг ещё будучи 15-летним подростком убил девушку, а шериф помог ему закопать труп и с тех пор они лучшие друзья, творящие ужасающие дела вместе. Одним из выстрелов он повреждает газовые трубы и когда ему является Рейчел, он стреляет в неё, тем самым спровоцировав взрыв в свою сторону. Шериф горит, но Миранда не даёт ему мучиться и убивает выстрелом в лоб. Рейчел исчезает.  
Эпилог. Прошло несколько месяцев. Ночь, городская улица, Миранда прощается с уезжающей Клои. Их обеих оправдали, признали вменяемыми и выпустили. Клои рассказывает, что продолжает видеть пугающие сны. Она считает, что открыв дверь в потусторонний мир, её уже невозможно закрыть. Миранда утверждает, что она для себя эту дверь закрыла «…и выбросила ключ». Но после того, как Клои садится в такси и уезжает, Миранда видит стоящего посередине дороги мальчика. Когда мчащаяся пожарная машина просто проходит сквозь него, становится понятным, что история отношений Миранды с призраками ещё не закончена. В последних кадрах фильма крупным планом показывается висящая на столбе листовка «Пропал ребёнок» с портретом мальчика, которого Миранда видела несколько секунд назад.

## В ролях
| Актёр             | Роль                              |
| ----------------- | --------------------------------- |
| Хэлли Берри       | доктор Миранда Грей               |
| Роберт Дауни мл.  | доктор Пит Грэм                   |
| Чарльз Даттон     | доктор Дуглас Грей муж Миранды    |
| Джон Кэрролл Линч | шериф Райан                       |
| Бернард Хилл      | Фил Парсонс директор клиники      |
| Пенелопа Крус     | Клои Сава пациентка клиники       |
| Дориан Хэрвуд     | Тедди Ховард адвокат              |
| Бронвен Мантел    | Ирен медсестра                    |
| Кэтлин Макки      | Рэйчел Парсонс дочь Фила Парсонса |

## Награды и номинации
К настоящему времени фильм «Готика» имеет 1 награду и ещё 7 номинаций, оставшихся без побед. Ниже перечислены основные награды и номинации. Полный список см. на IMDb.com.

### Номинации
- MTV Movie Awards
  - 2004 — Лучшая женская роль (Хэлли Берри)